# Nişan-i Imtiyaz
L'Ordine della Distinzione (in ottomano: Nişan-i Imtiyaz) fu un'onorificenza cavalleresca dell'Impero ottomano.
L'onorificenza venne fondata dal sultano Abdul Hamid I nel 1780 e divenne noto coi nomi di Nisân-i zî-sân (gloriosa decorazione) o Imtiyâz Nisân-i zî-sâni (Ordine del Privilegio). Esso fu l'onorificenza più alta dell'Ordine della Gloria e concessa per importanti meriti di servizio nei confronti dello stato turco ottomano.
L'ordine, caduto in decadenza all'inizio dell'Ottocento per il subentrare di altre onorificenze maggiormente concesse, venne rivitalizzato il 17 dicembre 1878 dal sultano Abdul Hamid II.
Dal 1882 venne creata col medesimo nome la Medaglia di Imtiaz che può a tutti gli effetti essere considerata come un grado di questa onorificenza.

## Insegna
- La medaglia consisteva in una stella d'argento e brillanti che riportava sul dritto la tughra del sultano ottomano Abdul Hamid e una fascia fascia smaltata di rosso a treccia attorno al medaglione stesso.
- La placca era una stella raggiante a punte d'argento e brillanti riprendente la foggia della medaglia;
- Il nastro era rosso con una striscia oro per parte.